# Wołycia (rejon chmielnicki)
Wołycia (ukr. Волиця) – wieś na Ukrainie, w obwodzie chmielnickim, w rejonie chmielnickim, nad rzeką Płoską. W 2001 roku liczyła 464 mieszkańców.
W latach 60. XX wieku wieś przemianowano na Płoskowe (ukr. Плоскове), od nazwy pobliskiej rzeki. Nazwę Wołycia przywrócono w 1996 roku.
We wsi istniały dawniej dwie świątynie – murowana cerkiew Świętego Michała z 1833 roku oraz drewniana cerkiew Opieki Matki Bożej z 1848 roku, jednak nie przetrwały one do czasów współczesnych.